# Колтоши
Колтоши — упразднённый посёлок в Тайшетском районе Иркутской области России. Входил в состав Еланского муниципального образования. Упразднён в 2017 г.

## География
Находится примерно в 50 км к югу от районного центра.

## История
В ноябре 2017 года посёлок упразднён Законодательным собранием Иркутской области в связи с отсутствием «перспектив социально-экономического развития»

## Население
| 2002 | 2010 | 2011 | 2012 | 2016 | 2017 |
| ---- | ---- | ---- | ---- | ---- | ---- |
| 12   | ↘2   | →2   | →2   | ↘0   | →0   |

Гендерный состав
По данным Всероссийской переписи, в 2010 году в посёлке проживали 2 мужчины.